# Colonia Agrícola Independencia
La Colonia Agrícola Independencia es una localidad ubicada en el municipio de Tres Valles en el estado mexicano de Veracruz. En el 2010 tenía una población de 178 habitantes.

## Geografía
Se encuentra ubicada en las coordenadas 18°22′18″N 96°07′23″O / 18.37167, -96.12306